# Crawl with Me
Crawl with Me je první sólové studiové album kanadského zpěváka Arta Bergmanna, vydané v červenci 1988 u vydavatelství Duke Street Records. Album produkoval velšský hudebník John Cale. Sám Bergmann s jeho produkcí spokojen nebyl. Kritika album oceňovala a prodalo se jej 20 000 kusů. Nahrávání alba probíhalo ve studiu Manta Sound Company a mastering v Masterdisk v New Yorku.

## Seznam skladeb
| Pořadí         | Název                                 | Autor                    | Délka |
| -------------- | ------------------------------------- | ------------------------ | ----- |
| 1.             | My Empty House                        | Art Bergmann             | 4:09  |
| 2.             | Our Little Secret                     | Bergmann                 | 4:36  |
| 3.             | (We Want) The Most Wanted Man in Town | Bergmann                 | 4:30  |
| 4.             | Don't Be Late                         | Bergmann                 | 4:10  |
| 5.             | Runaway Train                         | Bergmann, Gordon Nicholl | 4:13  |
| 6.             | Final Cliche                          | Bergmann                 | 3:48  |
| 7.             | Crawl with Me                         | Bergmann                 | 4:21  |
| 8.             | The Junkie Don't Care                 | Bergmann, Nicholl        | 4:55  |
| 9.             | Ill Repute                            | Bergmann                 | 6:00  |
| 10.            | Inside Your Love                      | Bergmann                 | 3:46  |
| 11.            | Charity                               | Bergmann                 | 4:20  |
| Celková délka: | Celková délka:                        | Celková délka:           | 48:48 |

## Obsazení
Hudebníci
- Art Bergmann – zpěv, kytara
- Ray Fulber – baskytara
- Susann Richter – klávesy
- John Cale – klávesy
- Taylor Nelson Little – bicí
- Roger Moutenot – doprovodné vokály

Technická podpora
- John Cale – producent
- Roger Moutenot – zvukový inženýr
- Scott Campbell – asistent zvukového inženýra
- Howie Weinberg – mastering
- Dean Motter – umělecká podpora
- Vera Litynsky – design
- Denise Grant – fotografie